# Yusuke Nakamura
Yusuke Nakamura (中村 祐輔, nascut el 8 de desembre de 1952) és un destacat genetista i investigador del càncer japonès més conegut per desenvolupar l'estudi d'associació de genoma (GWAS). És un dels pioners mundials en l'aplicació de variacions genètiques (marcadors de repetició en tàndem de nombre variable (VNTR) i polimorfisme de nucleòtids únics (SNP)) i la seqüenciació del genoma sencer, liderant el camp de recerca de la medicina personalitzada.

## Biografia
Nakamura va néixer a Osaka, Japó el 8 de desembre de 1952. Es va llicenciar en medicina el 1977 i el doctorat el 1984 a la Universitat d'Osaka. Mentre treballava com a cirurgià al Japó, va presenciar la mort d'un pacient de 27 anys de càncer, que el va afectar profundament.
El 1989, Nakamura es va convertir en Cap del Departament de Bioquímica de l'Institut del Càncer de la Fundació Japonesa per a la Investigació del Càncer. Va ser nomenat professor a l'Institut de Ciències Mèdiques de la Universitat de Tòquio l'any 1994. Quan el govern japonès va llançar el seu Projecte Genoma del Mil·lenni l'any 2000, va ser nomenat líder del grup del programa de diversitat genètica del famós Centre de Recerca RIKEN SNP. També va exercir com a director del Centre RIKEN de 2005 a 2010, així com director de l'Institut Nacional d'Investigació del Càncer del 2010 al 2011. De gener a desembre de 2011, va ser assessor especial del Secretari General del Gabinet, Oficina d'Innovació Mèdica, Secretaria del Gabinet, Govern del Japó.

## Contribució científica
Nakamura va identificar amb èxit els marcadors VNTR el 1987 i el gen supressor de tumors APC el 1991. A més, diversos marcadors genètics polimòrfics desenvolupats i mapejats pels seus grups de recerca de la Fundació Japonesa per a la Investigació del Càncer i la Universitat de Tòquio, han contribuït a cartografiar i clonar gens responsables de malalties hereditàries, així com els relacionats amb la resposta als fàrmacs i implicats en el càncer.
El 2001, Nakamura i els seus col·legues del RIKEN SNP Research Center van desenvolupar la metodologia de Genome-Wide Association Study (GWAS), i utilitzant aquest mètode, el seu grup d'investigació va descobrir per primera vegada SNP funcional en el gen de la limfotoxina-α que s'associa amb la susceptibilitat a l'infart de miocardi el 2002, que va suposar un avenç en el camp de la investigació de la genètica mèdica.
A més, el RIKEN SNP Research Center dirigit per ell va fer la contribució més gran al projecte HapMap de la Fase 1 de l'International HapMap Consortium publicat a la revista científica Nature el 2005.